# Skulpturhalle
La Skulpturhalle est un musée situé dans la ville de Bâle en Suisse. Il est spécialisé dans les moulages d'œuvres antiques et en compte plus de 2 000.

## Histoire
Créé en 1830, il a d'abord été installé dans le bâtiment qui abrite aujourd'hui le musée d’histoire naturelle de Bâle. En 1887, il a été déplacé dans le bâtiment qui abrite aujourd'hui le Kunsthalle Basel. Depuis 1963, le musée, avec des collections enrichies, est dans son bâtiment actuel.
Le musée est inscrit comme biens culturels suisses d'importance nationale.

## Collections
La Skulpturhalle abrite des moulages des marbres du Parthénon et est un des rares endroits au monde où il est possible de voir la frise du Parthénon dans sa totalité.